# 圣保罗昂福雷
圣保罗昂福雷（法語：Saint-Paul-en-Forêt，法語發音：[sɛ̃ pɔl ɑ̃ fɔʁɛ]）是法国普罗旺斯-阿尔卑斯-蓝色海岸大区瓦尔省的一个市镇，位于该省东部，属于德拉吉尼昂区。

## 地理
圣保罗昂福雷（43°34'2"N, 6°41'31"E）面积20.26 平方千米，位于法国普罗旺斯-阿尔卑斯-蓝色海岸大区瓦尔省，该省份为法国东南部沿海省份，北起上普罗旺斯阿尔卑斯省，西北角与沃克吕兹省接壤，西接罗讷河口省，南濒地中海，东临滨海阿尔卑斯省。
与圣保罗昂福雷接壤的市镇（或旧市镇、城区）包括：巴尼奥勒昂福雷、卡拉斯、法扬斯、塞扬、图雷特。

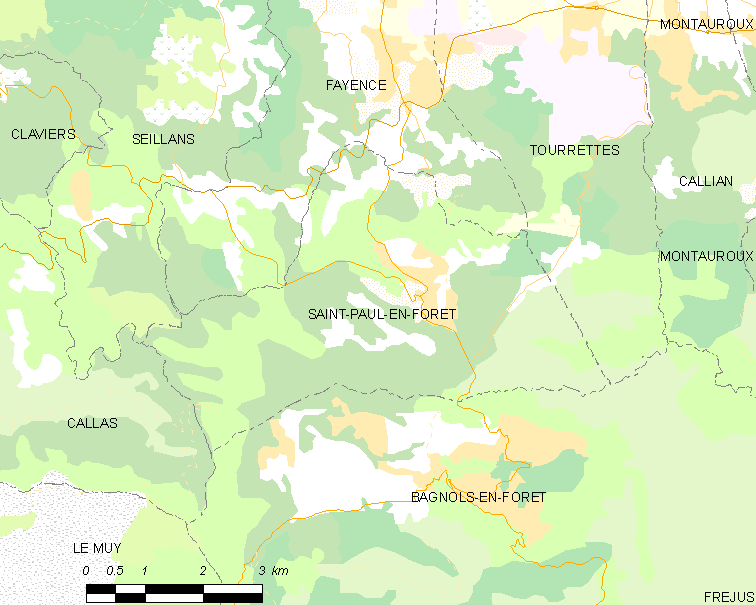
圣保罗昂福雷的OSM定位图

圣保罗昂福雷的时区为UTC+01:00、UTC+02:00（夏令时）。

## 行政
圣保罗昂福雷的邮政编码为83440，INSEE市镇编码为83117。

## 政治
圣保罗昂福雷所属的省级选区为阿尔让河畔罗克布吕讷县。

## 人口

1962-2008年间圣保罗昂福雷人口变化图示

圣保罗昂福雷于2022年1月1日时的人口数量为1747人。